# Віткевич Віктор Вітольдович
Віктор Вітольдович Віткевич (рос. Виктор Витольдович Виткевич; 2 липня 1917 — 29 січня 1972) — радянський радіоастроном.
Родився в Клину (нині Московська область). У 1939 закінчив Московський інститут зв'язку. У 1941—1947 служив в Радянській Армії. З 1948 працював у Фізичному інституті АН СРСР.
З ім'ям Віткевича пов'язане становлення радянської радіоастрономії, створення експериментальних баз в Криму (селище Кацівелі) і під Москвою (Пущино). У 1951 незалежно від Ф. Ґ. Сміта і К.Мейчина запропонував новий метод дослідження сонячної корони шляхом вивчення радіовипромінювання дискретних джерел, що проходило через неї (метод «просвічування»). Цим методом Віткевич вперше провів дослідження зовнішніх областей сонячної корони, внаслідок чого були відкриті надкорона Сонця і радіальні магнітні поля в навколосонячному просторі. Інтерференційний метод, розвинений Віткевичем, дозволив визначати кутові координати космічних апаратів, що запускалися до Місяця. За ініціативою і під керівництвом Віткевича на радіоастрономічній станції Фізичного інституту АН СРСР був побудований один з найбільших у світі хрещатий діапазонний радіотелескоп ОКР-100. З 1966 Віткевич проводив на ньому вивчення сонячного вітру і неоднорідної структури міжпланетної і міжзоряної плазми. У 1968 під його керівництвом були розгорнені дослідження пульсарів.
Державна премія СРСР (1968).